# Công tước xứ Norfolk
Công tước xứ Norfolk (tiếng Anh: Duke of Norfolk) là công tước hàng đầu của Đẳng cấp quý tộc Anh, và cũng là Bá tước xứ Arundel, bá tước hàng đầu. Ngoài ra, Công tước của Norfolk còn là Thống chế Bá tước và Thống chế cha truyền con nối của Anh. Nơi ở của Công tước Norfolk là Lâu đài Arundel ở Sussex, mặc dù tước vị đề cập đến hạt Norfolk. Công tước hiện tại là Edward Fitzalan-Howard, Công tước thứ 18 của Norfolk. Trong lịch sử, các công tước theo đạo Công giáo, một hiện trạng gọi là Recusancy ở Anh, dùng để chỉ những người trung thành với Công giáo La Mã và từ chối tham dự các buổi lễ của Anh giáo.
Tất cả các công tước trong quá khứ và hiện tại đều là hậu duệ của Edward I (xem Phả hệ Công tước xứ Norfolk). Con trai của Thomas Howard, Công tước thứ 3 của Norfolk, là Henry Howard, Bá tước xứ Surrey; bá tước là hậu duệ của Edward III. Vì tất cả các công tước tiếp theo sau Thomas Howard, Công tước thứ 4 của Norfolk đều là hậu duệ của Bá tước xứ Surrey, điều này có nghĩa là họ cũng là hậu duệ của Edward III.